# Alejandro Gándara
José Alejandro Gándara Sancho (Santander, Cantàbria, 1957) és un escriptor, periodista, crític literari i professor universitari espanyol.

## Biografia
Llicenciat en Ciències polítiques i en Sociologia per la Universitat Complutense de Madrid, és professor d'Història de les Idees a la Facultat de Sociologia de la mateixa. Va ser investigador del Museu Britànic de Londres. Va fundar l'Escola de Lletres de Madrid el 1989. En l'actualitat és director acadèmic de l'Escola Contemporània d'Humanitats de Madrid. Va dirigir la revista de cultura La Modificación de la Cultura. Va ser responsable del suplement de «Libros» del diari El País entre 1986 i 1989. Ha estat articulista dels diaris El País, El Mundo i ABC.

## Obra

### Narrativa
- La media distancia (Alfaguara, 1984)
- Punto de fuga (Alfaguara, 1986)
- La sombra del arquero (Debate, 1990)
- El final del cielo (Siruela, 1990)
- Ciegas esperanzas (Destino, 1992)
- Falso movimiento (SM, 1992)
- Nunca seré como te quiero (SM, 1995)
- Cristales (Anagrama, 1997)
- Últimas noticias de nuestro mundo (Anagrama, 2001)
- Un amor pequeño (Anagrama, 2004)
- El día de hoy (Alfaguara, 2008)
- Las puertas de la noche (Alfaguara, 2013)
- La vida de H (Salto de página, 2017)

### Assaig
- No nos entendemos (Júcar, 1990)
- Las primeras palabras de la creación (Anagrama, 1998)

## Premis
- 1992: Premi Nadal de novel·la per Ciegas esperanzas.[7]
- 1998: Premi Anagrama d'assaig per Las primeras palabras de la creación.[8]
- 2001: Premi Herralde de novel·la per Últimas noticias de nuestro mundo.[9]